# Nesaecrepida asphaltina
Nesaecrepida asphaltina är en skalbaggsart som först beskrevs av Christian Wilhelm Ludwig Eduard Suffrian 1868.  Nesaecrepida asphaltina ingår i släktet Nesaecrepida och familjen bladbaggar. Inga underarter finns listade i Catalogue of Life.